# Eerste divisie 1994/95 (nacompetitie)/Wedstrijden
Het Nederlandse Eerste divisie voetbal uit het seizoen 1994/95 kende aan het einde van de reguliere competitie een nacompetitie. Alleen de kampioen van de Eerste divisie promoveerde rechtstreeks naar de Eredivisie. Behalve de vier periodekampioenen en de twee hoogst geklasseerde clubs zonder periodetitel namen ook de nummers 16 en 17 van de eredivisie hieraan deel. De acht clubs werden verdeeld over twee poules, beide poulewinnaars veroverden een plaats in de Eredivisie.
Winnaars van deze drieëntwintigste editie werden De Graafschap en Go Ahead Eagles.

## Speelronde 1

### Groep A
|                   | |       |                                                 |                                                                                       |
| 31 mei 1995 19:30 | De Graafschap                                                                                              | 6 – 3 | MVV                                             | Stadion: De Vijverberg, Doetinchem Toeschouwers: 5.050 Scheidsrechter: Jaap Uilenberg |
| 31 mei 1995 19:30 | Jan Oosterhuis 1' René van den Brink 13', 71' Louis van Schijndel 45' Reinder Hendriks 67' Edwin Godee 76' |       | 20', 34' Roberto Lanckohr 47' Richard Roelofsen | Stadion: De Vijverberg, Doetinchem Toeschouwers: 5.050 Scheidsrechter: Jaap Uilenberg |
| 31 mei 1995 19:30 | |       |                                                 | Stadion: De Vijverberg, Doetinchem Toeschouwers: 5.050 Scheidsrechter: Jaap Uilenberg |
| 31 mei 1995 19:30 | |       |                                                 | Stadion: De Vijverberg, Doetinchem Toeschouwers: 5.050 Scheidsrechter: Jaap Uilenberg |
|                   | |       |                                                 |                                                                                       |

|                   |                                                                            |       |                    |                                                                                   |
| 31 mei 1995 19:30 | FC Den Haag                                                                | 5 – 1 | SC Heracles        | Stadion: Zuiderpark, Den Haag Toeschouwers: 5.820 Scheidsrechter: Herman van Dijk |
| 31 mei 1995 19:30 | Dirk Heesen 8' Rick Hoogendorp 14', 30', 50' Harry van der Laan 64' (pen.) |       | 45' Folkert Velten | Stadion: Zuiderpark, Den Haag Toeschouwers: 5.820 Scheidsrechter: Herman van Dijk |
| 31 mei 1995 19:30 |                                                                            |       |                    | Stadion: Zuiderpark, Den Haag Toeschouwers: 5.820 Scheidsrechter: Herman van Dijk |
| 31 mei 1995 19:30 |                                                                            |       |                    | Stadion: Zuiderpark, Den Haag Toeschouwers: 5.820 Scheidsrechter: Herman van Dijk |
|                   |                                                                            |       |                    |                                                                                   |

### Groep B
|                   |               |       |                  |                                                                               |
| 31 mei 1995 19:30 | AZ            | 1 – 1 | VVV              | Stadion: Alkmaarderhout, Alkmaar Toeschouwers: 6.620 Scheidsrechter: Dick Jol |
| 31 mei 1995 19:30 | Piet Keur 69' |       | 57' Werner Smits | Stadion: Alkmaarderhout, Alkmaar Toeschouwers: 6.620 Scheidsrechter: Dick Jol |
| 31 mei 1995 19:30 |               |       |                  | Stadion: Alkmaarderhout, Alkmaar Toeschouwers: 6.620 Scheidsrechter: Dick Jol |
| 31 mei 1995 19:30 |               |       |                  | Stadion: Alkmaarderhout, Alkmaar Toeschouwers: 6.620 Scheidsrechter: Dick Jol |
|                   |               |       |                  |                                                                               |

|                   |           |                  |                 |                                                                                   |
| 31 mei 1995 19:30 | Excelsior | 0 – 1            | Go Ahead Eagles | Stadion: Het Kasteel, Rotterdam Toeschouwers: 2.500 Scheidsrechter: Roelof Luinge |
| 31 mei 1995 19:30 |           | 54' Toine Rorije |                 | Stadion: Het Kasteel, Rotterdam Toeschouwers: 2.500 Scheidsrechter: Roelof Luinge |
| 31 mei 1995 19:30 |           |                  |                 | Stadion: Het Kasteel, Rotterdam Toeschouwers: 2.500 Scheidsrechter: Roelof Luinge |
| 31 mei 1995 19:30 |           |                  |                 | Stadion: Het Kasteel, Rotterdam Toeschouwers: 2.500 Scheidsrechter: Roelof Luinge |
|                   |           |                  |                 |                                                                                   |

## Speelronde 2

### Groep A
|                   |             |                                                                                            |               |                                                                                |
| 3 juni 1995 19:30 | SC Heracles | 0 – 4                                                                                      | De Graafschap | Stadion: Bornsestraat, Almelo Toeschouwers: 4.519 Scheidsrechter: René Temmink |
| 3 juni 1995 19:30 |             | 17' René van den Brink 33' Louis van Schijndel 66' (pen.) Edwin Godee 80' Virgil Breetveld |               | Stadion: Bornsestraat, Almelo Toeschouwers: 4.519 Scheidsrechter: René Temmink |
| 3 juni 1995 19:30 |             |                                                                                            |               | Stadion: Bornsestraat, Almelo Toeschouwers: 4.519 Scheidsrechter: René Temmink |
| 3 juni 1995 19:30 |             |                                                                                            |               | Stadion: Bornsestraat, Almelo Toeschouwers: 4.519 Scheidsrechter: René Temmink |
|                   |             |                                                                                            |               |                                                                                |

|                   |     |                     |             |                                                                                   |
| 3 juni 1995 19:30 | MVV | 0 – 1               | FC Den Haag | Stadion: De Geusselt, Maastricht Toeschouwers: 5.800 Scheidsrechter: Jan Wegereef |
| 3 juni 1995 19:30 |     | 38' Rick Hoogendorp |             | Stadion: De Geusselt, Maastricht Toeschouwers: 5.800 Scheidsrechter: Jan Wegereef |
| 3 juni 1995 19:30 |     |                     |             | Stadion: De Geusselt, Maastricht Toeschouwers: 5.800 Scheidsrechter: Jan Wegereef |
| 3 juni 1995 19:30 |     |                     |             | Stadion: De Geusselt, Maastricht Toeschouwers: 5.800 Scheidsrechter: Jan Wegereef |
|                   |     |                     |             |                                                                                   |

### Groep B
|                   |                                                          |       |                   |                                                                                           |
| 3 juni 1995 19:30 | Go Ahead Eagles                                          | 3 – 1 | AZ                | Stadion: De Adelaarshorst, Deventer Toeschouwers: 5.500 Scheidsrechter: John Blankenstein |
| 3 juni 1995 19:30 | Mark Schenning 13' Harry Decheiver 69' Marco Heering 90' |       | 52' Marco Holster | Stadion: De Adelaarshorst, Deventer Toeschouwers: 5.500 Scheidsrechter: John Blankenstein |
| 3 juni 1995 19:30 |                                                          |       |                   | Stadion: De Adelaarshorst, Deventer Toeschouwers: 5.500 Scheidsrechter: John Blankenstein |
| 3 juni 1995 19:30 |                                                          |       |                   | Stadion: De Adelaarshorst, Deventer Toeschouwers: 5.500 Scheidsrechter: John Blankenstein |
|                   |                                                          |       |                   |                                                                                           |

|                   |                                                                 |       |           |                                                                          |
| 3 juni 1995 19:30 | VVV                                                             | 3 – 0 | Excelsior | Stadion: De Koel, Venlo Toeschouwers: 2.427 Scheidsrechter: Hugo Luijten |
| 3 juni 1995 19:30 | Maurice Koenen 44' Werner Smits 54' Oni Louhenapessy 74' (e.d.) |       |           | Stadion: De Koel, Venlo Toeschouwers: 2.427 Scheidsrechter: Hugo Luijten |
| 3 juni 1995 19:30 |                                                                 |       |           | Stadion: De Koel, Venlo Toeschouwers: 2.427 Scheidsrechter: Hugo Luijten |
| 3 juni 1995 19:30 |                                                                 |       |           | Stadion: De Koel, Venlo Toeschouwers: 2.427 Scheidsrechter: Hugo Luijten |
|                   |                                                                 |       |           |                                                                          |

## Speelronde 3

### Groep A
|                   |                     |       |               |                                                                                  |
| 6 juni 1995 19:30 | FC Den Haag         | 1 – 0 | De Graafschap | Stadion: Zuiderpark, Den Haag Toeschouwers: 10.215 Scheidsrechter: Roelof Luinge |
| 6 juni 1995 19:30 | Rick Hoogendorp 86' |       |               | Stadion: Zuiderpark, Den Haag Toeschouwers: 10.215 Scheidsrechter: Roelof Luinge |
| 6 juni 1995 19:30 |                     |       |               | Stadion: Zuiderpark, Den Haag Toeschouwers: 10.215 Scheidsrechter: Roelof Luinge |
| 6 juni 1995 19:30 |                     |       |               | Stadion: Zuiderpark, Den Haag Toeschouwers: 10.215 Scheidsrechter: Roelof Luinge |
|                   |                     |       |               |                                                                                  |

|                   |                   |       |               |                                                                                    |
| 6 juni 1995 19:30 | MVV               | 1 – 1 | SC Heracles   | Stadion: De Geusselt, Maastricht Toeschouwers: 3.000 Scheidsrechter: Jef van Vliet |
| 6 juni 1995 19:30 | Roger Knarren 73' |       | 7' Klaas Vink | Stadion: De Geusselt, Maastricht Toeschouwers: 3.000 Scheidsrechter: Jef van Vliet |
| 6 juni 1995 19:30 |                   |       |               | Stadion: De Geusselt, Maastricht Toeschouwers: 3.000 Scheidsrechter: Jef van Vliet |
| 6 juni 1995 19:30 |                   |       |               | Stadion: De Geusselt, Maastricht Toeschouwers: 3.000 Scheidsrechter: Jef van Vliet |
|                   |                   |       |               |                                                                                    |

### Groep B
|                   |    |               |           |                                                                                     |
| 6 juni 1995 19:30 | AZ | 0 – 1         | Excelsior | Stadion: Alkmaarderhout, Alkmaar Toeschouwers: 4.398 Scheidsrechter: Keimpe Zuidema |
| 6 juni 1995 19:30 |    | 66' Bart Vonk |           | Stadion: Alkmaarderhout, Alkmaar Toeschouwers: 4.398 Scheidsrechter: Keimpe Zuidema |
| 6 juni 1995 19:30 |    |               |           | Stadion: Alkmaarderhout, Alkmaar Toeschouwers: 4.398 Scheidsrechter: Keimpe Zuidema |
| 6 juni 1995 19:30 |    |               |           | Stadion: Alkmaarderhout, Alkmaar Toeschouwers: 4.398 Scheidsrechter: Keimpe Zuidema |
|                   |    |               |           |                                                                                     |

|                   |                         |       |                 |                                                                             |
| 6 juni 1995 19:30 | VVV                     | 1 – 2 | Go Ahead Eagles | Stadion: De Koel, Venlo Toeschouwers: 4.377 Scheidsrechter: Herman van Dijk |
| 6 juni 1995 19:30 | Gerald Sibon 57' (pen.) |       | 75' Cees Marbus | Stadion: De Koel, Venlo Toeschouwers: 4.377 Scheidsrechter: Herman van Dijk |
| 6 juni 1995 19:30 |                         |       |                 | Stadion: De Koel, Venlo Toeschouwers: 4.377 Scheidsrechter: Herman van Dijk |
| 6 juni 1995 19:30 |                         |       |                 | Stadion: De Koel, Venlo Toeschouwers: 4.377 Scheidsrechter: Herman van Dijk |
|                   |                         |       |                 |                                                                             |

## Speelronde 4

### Groep A
|                    |                                                        |       |                   |                                                                                       |
| 11 juni 1995 14:30 | De Graafschap                                          | 3 – 1 | FC Den Haag       | Stadion: De Vijverberg, Doetinchem Toeschouwers: 7.150 Scheidsrechter: Jaap Uilenberg |
| 11 juni 1995 14:30 | Rob Das 34' René van den Brink 72' Frank Wijnhoven 75' |       | 20' Jeffrey Talan | Stadion: De Vijverberg, Doetinchem Toeschouwers: 7.150 Scheidsrechter: Jaap Uilenberg |
| 11 juni 1995 14:30 |                                                        |       |                   | Stadion: De Vijverberg, Doetinchem Toeschouwers: 7.150 Scheidsrechter: Jaap Uilenberg |
| 11 juni 1995 14:30 |                                                        |       |                   | Stadion: De Vijverberg, Doetinchem Toeschouwers: 7.150 Scheidsrechter: Jaap Uilenberg |
|                    |                                                        |       |                   |                                                                                       |

|                    |                                                   |       |                                       |                                                                          |
| 10 juni 1995 19:30 | SC Heracles                                       | 3 – 2 | MVV                                   | Stadion: Bornsestraat, Almelo Toeschouwers: 877 Scheidsrechter: Dick Jol |
| 10 juni 1995 19:30 | Folkert Velten 50', 78' Hendrie Krüzen 58' (pen.) |       | 36' Sjoerd Sanders 46' Maurice Hofman | Stadion: Bornsestraat, Almelo Toeschouwers: 877 Scheidsrechter: Dick Jol |
| 10 juni 1995 19:30 |                                                   |       |                                       | Stadion: Bornsestraat, Almelo Toeschouwers: 877 Scheidsrechter: Dick Jol |
| 10 juni 1995 19:30 |                                                   |       |                                       | Stadion: Bornsestraat, Almelo Toeschouwers: 877 Scheidsrechter: Dick Jol |
|                    |                                                   |       |                                       |                                                                          |

### Groep B
|                    |                                       |       |                   |                                                                                |
| 10 juni 1995 19:30 | Excelsior                             | 2 – 1 | AZ                | Stadion: Woudestein, Rotterdam Toeschouwers: 1.800 Scheidsrechter: Wout Schaap |
| 10 juni 1995 19:30 | Bram Marbus 28' John Schuurhuizen 51' |       | 74' Dick Kooijman | Stadion: Woudestein, Rotterdam Toeschouwers: 1.800 Scheidsrechter: Wout Schaap |
| 10 juni 1995 19:30 |                                       |       |                   | Stadion: Woudestein, Rotterdam Toeschouwers: 1.800 Scheidsrechter: Wout Schaap |
| 10 juni 1995 19:30 |                                       |       |                   | Stadion: Woudestein, Rotterdam Toeschouwers: 1.800 Scheidsrechter: Wout Schaap |
|                    |                                       |       |                   |                                                                                |

|                    |                                            |       |                                    |                                                                                        |
| 10 juni 1995 19:30 | Go Ahead Eagles                            | 3 – 2 | VVV                                | Stadion: De Adelaarshorst, Deventer Toeschouwers: 6.000 Scheidsrechter: Keimpe Zuidema |
| 10 juni 1995 19:30 | Harry Decheiver 23', 76' Marco Heering 78' |       | 37' Alfred Knippenberg 85' Vampeta | Stadion: De Adelaarshorst, Deventer Toeschouwers: 6.000 Scheidsrechter: Keimpe Zuidema |
| 10 juni 1995 19:30 |                                            |       |                                    | Stadion: De Adelaarshorst, Deventer Toeschouwers: 6.000 Scheidsrechter: Keimpe Zuidema |
| 10 juni 1995 19:30 |                                            |       |                                    | Stadion: De Adelaarshorst, Deventer Toeschouwers: 6.000 Scheidsrechter: Keimpe Zuidema |
|                    |                                            |       |                                    |                                                                                        |

## Speelronde 5

### Groep A
|                    |                                                 |       |                    |                                                                                        |
| 14 juni 1995 19:30 | De Graafschap                                   | 2 – 1 | SC Heracles        | Stadion: De Vijverberg, Doetinchem Toeschouwers: 7.900 Scheidsrechter: Herman van Dijk |
| 14 juni 1995 19:30 | Virgil Breetveld 44' (pen.) Frank Wijnhoven 78' |       | 65' Folkert Velten | Stadion: De Vijverberg, Doetinchem Toeschouwers: 7.900 Scheidsrechter: Herman van Dijk |
| 14 juni 1995 19:30 |                                                 |       |                    | Stadion: De Vijverberg, Doetinchem Toeschouwers: 7.900 Scheidsrechter: Herman van Dijk |
| 14 juni 1995 19:30 |                                                 |       |                    | Stadion: De Vijverberg, Doetinchem Toeschouwers: 7.900 Scheidsrechter: Herman van Dijk |
|                    |                                                 |       |                    |                                                                                        |

|                    |                                        |       |     |                                                                                |
| 14 juni 1995 19:30 | FC Den Haag                            | 2 – 0 | MVV | Stadion: Zuiderpark, Den Haag Toeschouwers: 8.112 Scheidsrechter: René Temmink |
| 14 juni 1995 19:30 | Dick Boereboom 58' Rick Hoogendorp 76' |       |     | Stadion: Zuiderpark, Den Haag Toeschouwers: 8.112 Scheidsrechter: René Temmink |
| 14 juni 1995 19:30 |                                        |       |     | Stadion: Zuiderpark, Den Haag Toeschouwers: 8.112 Scheidsrechter: René Temmink |
| 14 juni 1995 19:30 |                                        |       |     | Stadion: Zuiderpark, Den Haag Toeschouwers: 8.112 Scheidsrechter: René Temmink |
|                    |                                        |       |     |                                                                                |

### Groep B
|                    |                                             |       |                                                     |                                                                                   |
| 14 juni 1995 19:30 | AZ                                          | 2 – 3 | Go Ahead Eagles                                     | Stadion: Alkmaarderhout, Alkmaar Toeschouwers: 3.735 Scheidsrechter: Hugo Luijten |
| 14 juni 1995 19:30 | John Mutsaers 25' (pen.) Robert van Dam 33' |       | 10' Mark Schenning 27' Jack de Gier 66' Jan Michels | Stadion: Alkmaarderhout, Alkmaar Toeschouwers: 3.735 Scheidsrechter: Hugo Luijten |
| 14 juni 1995 19:30 |                                             |       |                                                     | Stadion: Alkmaarderhout, Alkmaar Toeschouwers: 3.735 Scheidsrechter: Hugo Luijten |
| 14 juni 1995 19:30 |                                             |       |                                                     | Stadion: Alkmaarderhout, Alkmaar Toeschouwers: 3.735 Scheidsrechter: Hugo Luijten |
|                    |                                             |       |                                                     |                                                                                   |

|                    |                                  |       |     |                                                                                      |
| 14 juni 1995 19:30 | Excelsior                        | 2 – 0 | VVV | Stadion: Woudestein, Rotterdam Toeschouwers: 2.500 Scheidsrechter: John Blankenstein |
| 14 juni 1995 19:30 | George Boateng 25' Bart Vonk 37' |       |     | Stadion: Woudestein, Rotterdam Toeschouwers: 2.500 Scheidsrechter: John Blankenstein |
| 14 juni 1995 19:30 |                                  |       |     | Stadion: Woudestein, Rotterdam Toeschouwers: 2.500 Scheidsrechter: John Blankenstein |
| 14 juni 1995 19:30 |                                  |       |     | Stadion: Woudestein, Rotterdam Toeschouwers: 2.500 Scheidsrechter: John Blankenstein |
|                    |                                  |       |     |                                                                                      |

## Speelronde 6

### Groep A
|                    |                                     |       |                     |                                                                                  |
| 17 juni 1995 19:30 | SC Heracles                         | 2 – 1 | FC Den Haag         | Stadion: Bornsestraat, Almelo Toeschouwers: 2.794 Scheidsrechter: Jaap Uilenberg |
| 17 juni 1995 19:30 | Berry Huizing 60' Niki Leferink 76' |       | 90' Rick Hoogendorp | Stadion: Bornsestraat, Almelo Toeschouwers: 2.794 Scheidsrechter: Jaap Uilenberg |
| 17 juni 1995 19:30 |                                     |       |                     | Stadion: Bornsestraat, Almelo Toeschouwers: 2.794 Scheidsrechter: Jaap Uilenberg |
| 17 juni 1995 19:30 |                                     |       |                     | Stadion: Bornsestraat, Almelo Toeschouwers: 2.794 Scheidsrechter: Jaap Uilenberg |
|                    |                                     |       |                     |                                                                                  |

|                    |                                       |       |                                              |                                                                               |
| 17 juni 1995 19:30 | MVV                                   | 2 – 2 | De Graafschap                                | Stadion: De Geusselt, Maastricht Toeschouwers: 4.400 Scheidsrechter: Dick Jol |
| 17 juni 1995 19:30 | Hans Visser 39' Abubakar Balarabe 65' |       | 60' Virgil Breetveld 74' Louis van Schijndel | Stadion: De Geusselt, Maastricht Toeschouwers: 4.400 Scheidsrechter: Dick Jol |
| 17 juni 1995 19:30 |                                       |       |                                              | Stadion: De Geusselt, Maastricht Toeschouwers: 4.400 Scheidsrechter: Dick Jol |
| 17 juni 1995 19:30 |                                       |       |                                              | Stadion: De Geusselt, Maastricht Toeschouwers: 4.400 Scheidsrechter: Dick Jol |
|                    |                                       |       |                                              |                                                                               |

### Groep B
|                    |                                      |       |           |                                                                                         |
| 17 juni 1995 19:30 | Go Ahead Eagles                      | 2 – 0 | Excelsior | Stadion: De Adelaarshorst, Deventer Toeschouwers: 4.300 Scheidsrechter: Jack van Hulten |
| 17 juni 1995 19:30 | Harry Decheiver 30' Jack de Gier 34' |       |           | Stadion: De Adelaarshorst, Deventer Toeschouwers: 4.300 Scheidsrechter: Jack van Hulten |
| 17 juni 1995 19:30 |                                      |       |           | Stadion: De Adelaarshorst, Deventer Toeschouwers: 4.300 Scheidsrechter: Jack van Hulten |
| 17 juni 1995 19:30 |                                      |       |           | Stadion: De Adelaarshorst, Deventer Toeschouwers: 4.300 Scheidsrechter: Jack van Hulten |
|                    |                                      |       |           |                                                                                         |

|                    |                                                                 |       |                                                                              |                                                                             |
| 17 juni 1995 19:30 | VVV                                                             | 3 – 4 | AZ                                                                           | Stadion: De Koel, Venlo Toeschouwers: 1.067 Scheidsrechter: Dick van Egmond |
| 17 juni 1995 19:30 | Juno Verberne 72' Pol van Boekel 76' Dogan Corneille 86' (pen.) |       | 6' John Mutsaers 33', 73' Bernard Aryee 44' Robert van Dam 57' Dick Kooijman | Stadion: De Koel, Venlo Toeschouwers: 1.067 Scheidsrechter: Dick van Egmond |
| 17 juni 1995 19:30 |                                                                 |       |                                                                              | Stadion: De Koel, Venlo Toeschouwers: 1.067 Scheidsrechter: Dick van Egmond |
| 17 juni 1995 19:30 |                                                                 |       |                                                                              | Stadion: De Koel, Venlo Toeschouwers: 1.067 Scheidsrechter: Dick van Egmond |
|                    |                                                                 |       |                                                                              |                                                                             |

## Voetnoten
AZ ·
Cambuur Leeuwarden ·
FC Den Bosch ·
FC Den Haag ·
Eindhoven ·
Emmen ·
Excelsior ·
Fortuna Sittard ·
De Graafschap ·
Haarlem ·
Helmond Sport ·
Heracles '74 ·
RBC ·
Telstar ·
TOP Oss ·
BV Veendam ·
VVV ·
FC Zwolle
Eredivisie

1960 · 1975 · 1987 · 1988
Eerste divisie

1973 · 1974 · 1975 · 1976 · 1977 · 1978 · 1979 · 1980 · 1981 · 1982 · 1983 · 1984 · 1985 · 1986 · 1987 · 1988 · 1989 · 1990 · 1991 · 1992 · 1993 · 1994 · 1995 · 1996 · 1997 · 1998 · 1999 · 2000 · 2001 · 2002 · 2003 · 2004 · 2005

Vanaf 2006 staan alle competities op 1 pagina.

2006 · 2007 · 2008 · 2009 · 2010 · 2011 · 2012 · 2013 · 2014 · 2015 · 2016 · 2017 · 2018 · 2019 · 2020 · 2021 · 2022 · 2023 · 2024